# 石山苣苔
石山苣苔（学名：Petrocodon dealbatus）为苦苣苔科石山苣苔属下的一个种。